# Roland Cogeas Edelweiss Squad/2022
Deze pagina geeft een overzicht van de vrouwenwielerploeg Roland Cogeas Edelweiss Squad in 2022.

## Algemeen
Algemeen manager: Ruben Contreras
Teammanager: Sari Saarelainen
Ploegleiders: Sergey Klimov
Fietsmerk: LOOK

## Renners

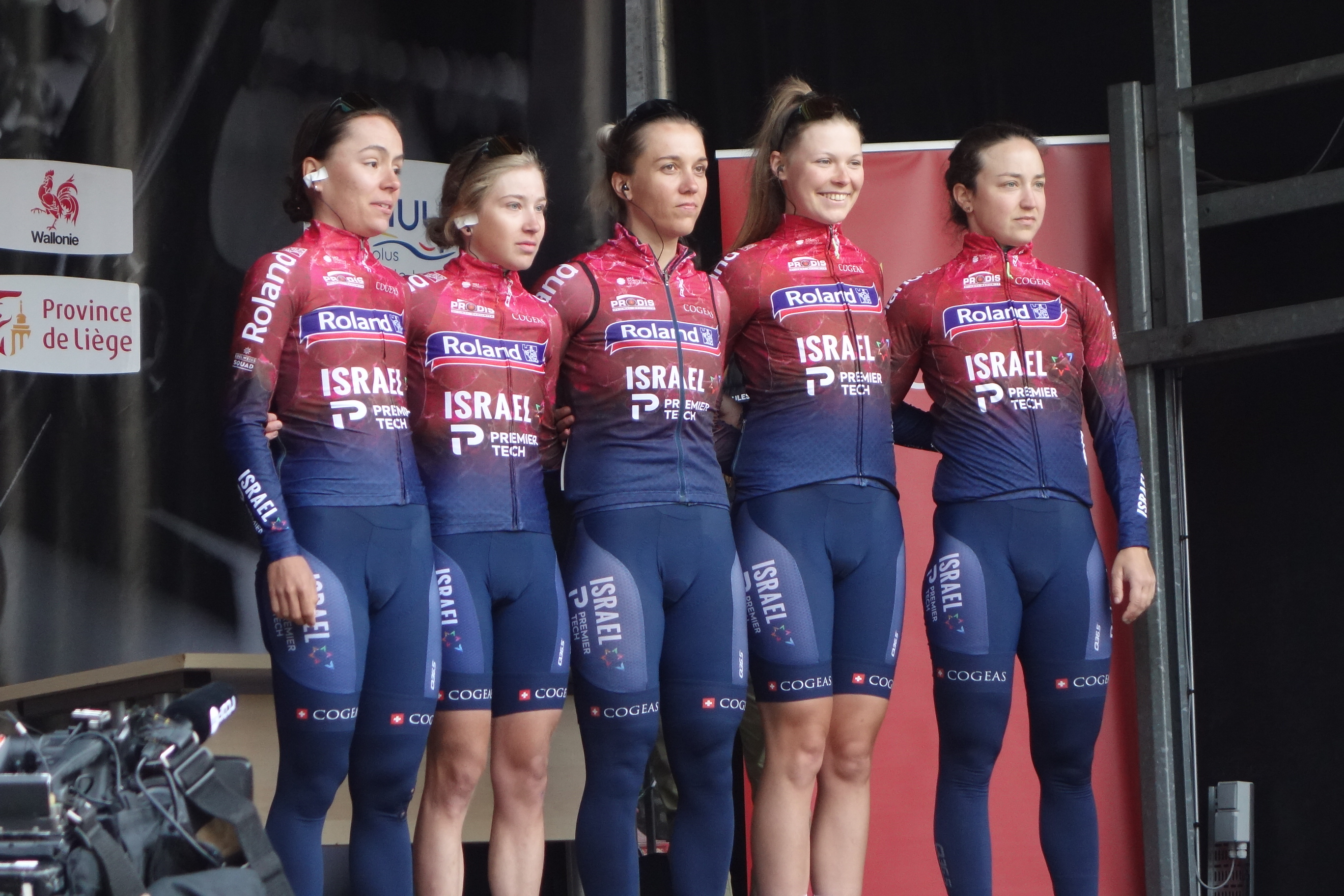
De ploeg in de Waalse Pijl 2022.

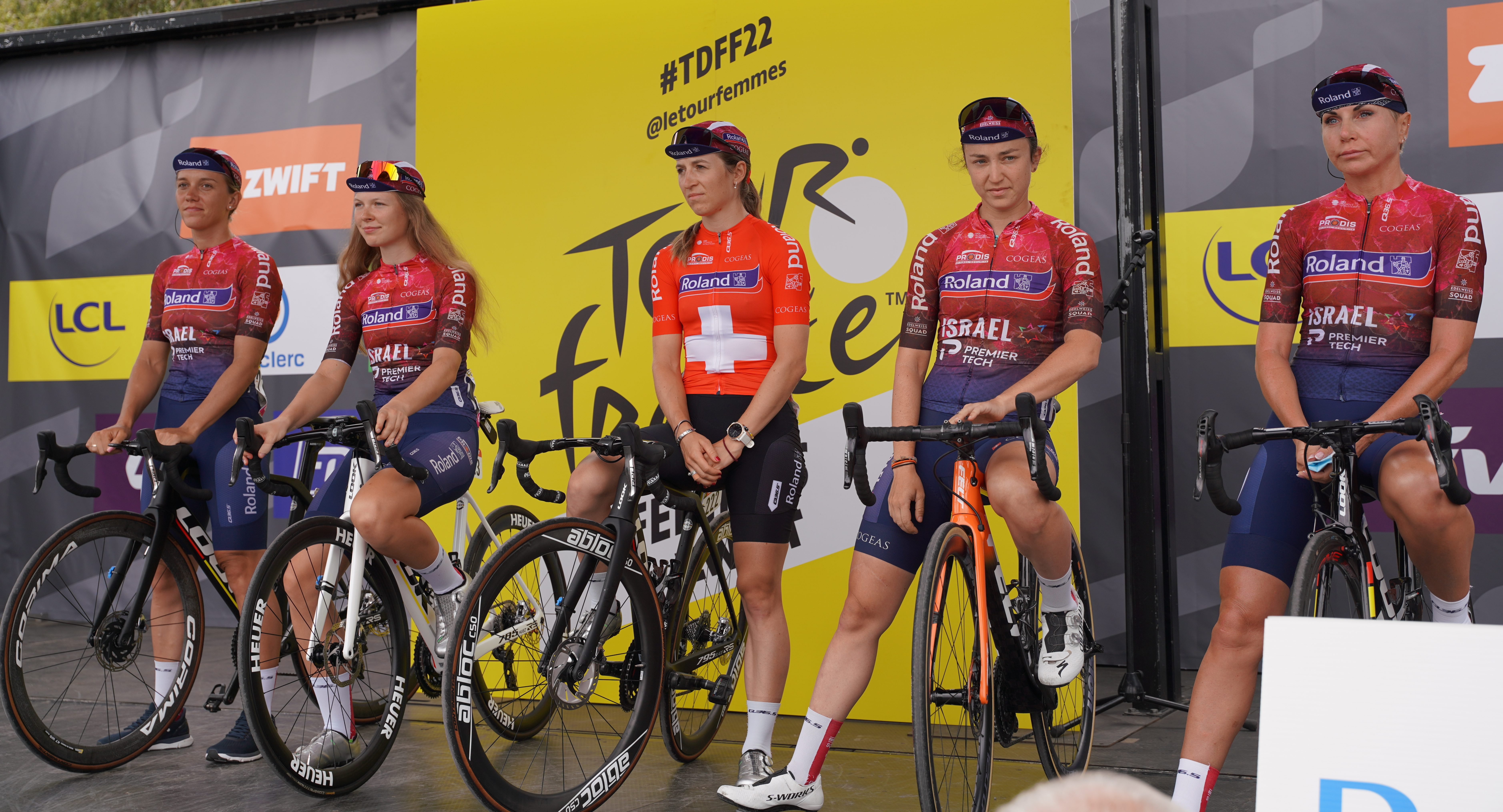
De ploeg in de Tour de France Femmes.

| Naam                 | Geboortedatum | Nationaliteit | Ploeg 2021             |
| -------------------- | ------------- | ------------- | ---------------------- |
| Caroline Baur        | 17-04-1994    | Zwitserland   | Instafund Racing       |
| Hannah Buch          | 11-09-2002    | Duitsland     |                        |
| Ines Cantera         | 30-07-2002    | Spanje        | Sopela Women's Team    |
| Caroline Chauveau    | 16-10-2002    | Zwitserland   | Neo                    |
| Tamara Dronova       | 13-08-1993    | Rusland       |                        |
| Goelnaz Chatoentseva | 21-04-1994    | Rusland       |                        |
| Diana Klimova        | 08-10-1996    | Rusland       |                        |
| Aline Seitz          | 17-02-1997    | Zwitserland   | Rupelcleaning-Champion |
| Léa Stern            | 25-09-2001    | Zwitserland   | Neo                    |
| Petra Stiasny        | 10-09-2001    | Zwitserland   |                        |
| Olga Zabelinskaja    | 10-05-1980    | Oezbekistan   |                        |

### Vertrokken
| Naam               | Geboortedatum | Nationaliteit    | Ploeg 2022  |
| ------------------ | ------------- | ---------------- | ----------- |
| Victoire Barbe     | 26-04-1999    | Frankrijk        |             |
| Kseniia Duiunova   | 08-01-1997    | Rusland          | Born to Win |
| Iuliia Galimullina | 20-09-2001    | Rusland          |             |
| Aigul Gareeva      | 22-08-2001    | Rusland          |             |
| Veronika Kormos    | 17-08-1992    | Hongarije        |             |
| Thalea Mäder       | 28-01-2002    | Duitsland        |             |
| Amber Neben        | 18-02-1975    | Verenigde Staten |             |
| Sari Saarelainen   | 01-03-1981    | Finland          | Gestopt     |
| Marina Uvarova     | 09-11-2000    | Rusland          |             |

## Overwinningen
Kampioenschappen
Zwitserland - wegwedstrijd: Caroline Baur
BikeExchange Jayco · Canyon-SRAM · DSM · EF Education-TIBCO-SVB · FDJ Nouvelle-Aquitaine Futuroscope · Human Powered Health · Jumbo-Visma · Liv Racing Xstra  · Movistar · Roland Cogeas Edelweiss Squad · SD Worx · Trek-Segafredo · UAE Team ADQ · Uno-X
2022 · 2023 · 2024 · 2025